# Техасская бригада
Техасская бригада (англ. Texas Brigade), также известная как бригада Худа — пехотная бригада армии Конфедерации, прославившаяся своей стойкостью и храбростью во время Гражданской войны в Америке.

## Организация
Техасская бригада была организована 22 октября 1861 года, в основном усилиями Джона Аллена Уилкокса, представителя Первого Конгресса Конфедерации от Техаса, который оставался покровителем бригады до своей смерти в 1864 году. Первоначально бригадой командовал Луис Уингфол, пока не стал членом Сената Конфедерации. После него бригаду передали Джону Беллу Худу и она вошла в историю как «техасская бригада Худа».
Во время войны бригада числилась в Северовирджинской армии, в корпусе Лонгстрита, и командовал ею дольше всего Жером Робертсон. Она состояла изначально из 1-го, 4-го и 5-го техасских полков, 18-го джорджианского пехотного и (после сражения при Севен Пайнс) из легиона Хэмптона. В конце 1862 года генерал Ли реорганизовал армию, в результате чего джорджианцы и северокаролинцы были выведены из состава бригады, а вместо них введен 3-й арканзасский пехотный полк.

## История
В битве под Геттисбергом бригада попала в сложное положение: генерал Худ, который командовал наступлением на левый фланг противника днем 2-го июля, был ранен в самом начале боя и это привело к дезорганизации. В результате 4-й и 5-й техасские полки пошли в атаку на Литтл-Раунд-Топ, а 1-й техасский и 3-й арканзасский — на Берлогу Дьявола. В результате удалось достичь лишь частичного успеха.
Осенью бригада была переброшена на западный театр и принимала участие в сражении при Чикамоге.
В мае 1864 года бригада приняла участие в сражении в Глуши, которое стало своего рода «звездным часом» бригады. Бригада находилась в составе корпуса Лонгстрита, который прибыл на поле боя только на второй день сражения. К этому моменту II федеральный корпус опрокинул дивизии генерала Хилла, которые начали отступать. Генерал Ли находится здесь же. Увидев техасскую бригаду, идущую в авангарде Лонгстрита, он снял шляпу и воскликнул: «Texans always move them!», и решил сам вести бригаду в бой, но техасцы ответили: «генерал Ли, в тыл!» («General Lee To The Rear!») и убедили его не принимать участия в атаке. Техасская бригада пошла в авангарде контратаки и отбросила противника назад, но её потери были особенно велики — всего 250 человек из 800 остались в строю. Однако, бригада спасла Северовирджинскую армию в тот день.

## Состав и командование

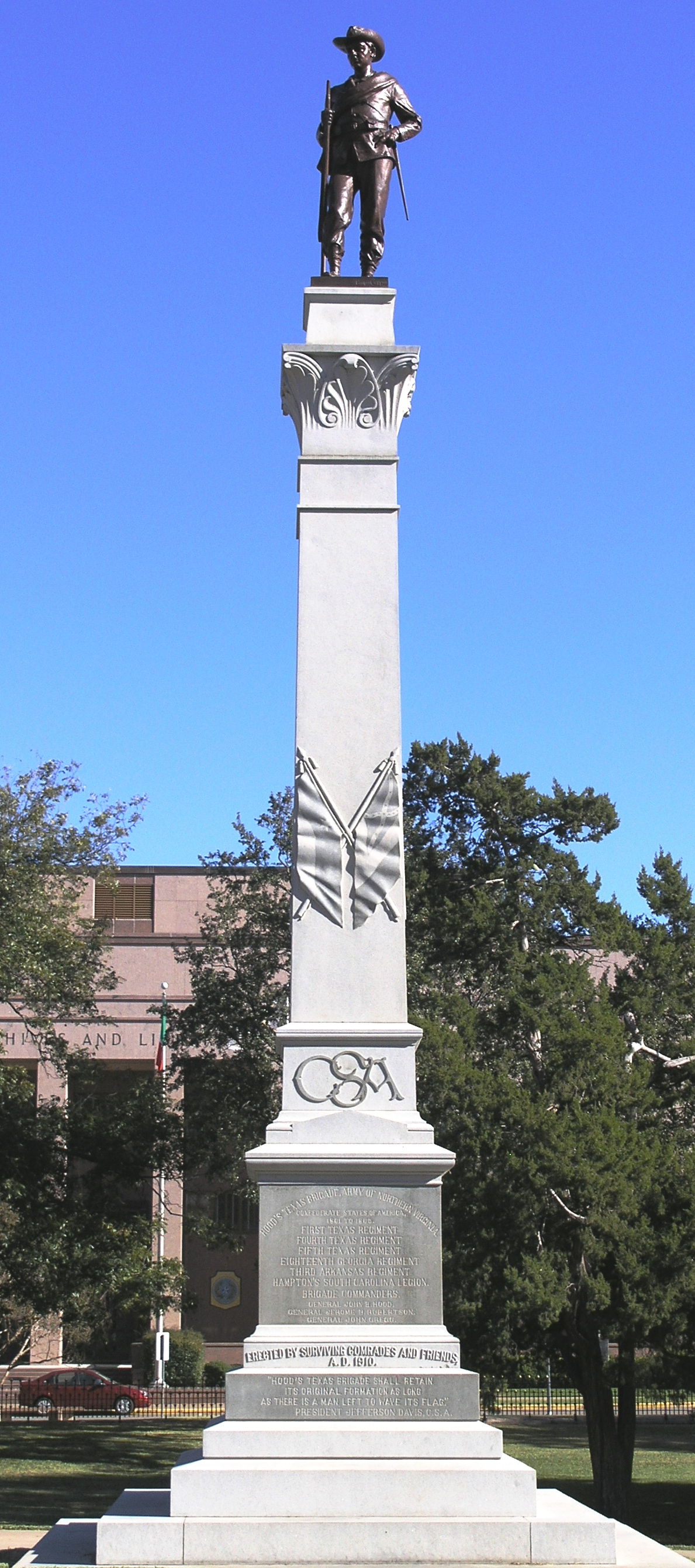
Памятник техасской бригаде перед техасским Капитолием.

- Сражение при Элтамс-Лендинг (7 мая 1862); в составе дивизии Уайтинга; командир — бригадный генерал Джон Белл Худ.
  - 1-й, 4-й и 5-й техасские пехотные полки.
  - 18-й добровольческий джорджианский пехотный полк.
- Сражение при Севен-Пайнс (31 мая — 1 июня 1862); в составе дивизии Уайтинга; командир — бригадный генерал Джон Белл Худ.
  - 1-й, 4-й и 5-й техасские пехотные полки.
  - 18-й добровольческий джорджианский пехотный полк.
- Сражение при Геинс-Милл (27 июня 1862) (в ходе Семидневной битвы); в составе дивизии Уайтинга; командир — бригадный генерал Джон Белл Худ.
  - 1-й, 4-й и 5-й техасские пехотные полки.
  - 18-й добровольческий джорджианский пехотный полк.
  - Легион Хэмптона.
- Второе сражение при Булл-Ран (28 — 30 августа 1862); в составе дивизии Худа; командир — бригадный генерал Джон Белл Худ.
  - 1-й, 4-й и 5-й техасские пехотные полки.
  - 18-й добровольческий джорджианский пехотный полк.
  - Легион Хэмптона.
- Сражение при Энтитеме (17 сентября 1862); в составе дивизии Худа; командир — полковник Уильям Уоффорд.
  - 1-й, 4-й и 5-й техасские пехотные полки.
  - 18-й добровольческий джорджианский пехотный полк.
  - Легион Хэмптона.
- Битва при Фредериксберге (11 — 15 декабря 1862); в составе дивизии Худа; командир — бригадный генерал Жером Робертсон.
  - 1-й, 4-й и 5-й техасские пехотные полки.
  - 3-й арканзасский пехотный полк
- Битва при Геттисберге (1 — 3 июля 1863); в составе дивизии Худа; командир — бригадный генерал Жером Робертсон.
  - 1-й, 4-й и 5-й техасские пехотные полки.
  - 3-й арканзасский пехотный полк
- Битва при Чикамоге (18 — 20 сентября 1863); в составе дивизии Худа; командир — бригадный генерал Жером Робертсон.
  - 1-й, 4-й и 5-й техасские пехотные полки.
  - 3-й арканзасский пехотный полк
- Битва в Глуши (5 — 7 мая 1864); в составе дивизии Филда; командир — бригадный генерал Джон Грегг
  - 1-й, 4-й и 5-й техасские пехотные полки.
  - 3-й арканзасский пехотный полк
- Сражение при Колд-Харбор (21 мая — 3 июня 1864);в составе дивизии Филда; командир — бригадный генерал Джон Грегг
  - 1-й, 4-й и 5-й техасские пехотные полки.
  - 3-й арканзасский пехотный полк